# Old Crow River
Old Crow River är ett vattendrag i Kanada.   Det ligger i territoriet Yukon, i den nordvästra delen av landet, 4 400 km väster om huvudstaden Ottawa.
Omgivningarna runt Old Crow River är i huvudsak ett öppet busklandskap. Trakten runt Old Crow River är nära nog obefolkad, med mindre än två invånare per kvadratkilometer.